# ハヤテのごとく! (アニメ)
『ハヤテのごとく!』は、畑健二郎による同名の漫画を原作とするテレビアニメ。
ジャンルはパロディを主体にしたブラック・コメディ寄りのギャグアニメ だが、ラブコメディやアクションも描写されている。また原作同様、「執事コメディ」などと称されている。作品の内容によって製作会社とスタッフがそれぞれ異なる。
TVアニメ化以前の2007年1月より、CM形態として放送されていた 。
なお、作中登場人物の一人である西沢歩については、作中では主に「西沢さん」の呼称が用いられるが、本項では以下「歩」と表記する。

## 概要
本作は、1億5,680万4,000円の借金を両親に押し付けられた薄幸の少年「綾崎ハヤテ」が、誘拐しようとした大富豪のお嬢さま「三千院ナギ」の勘違いによって、彼女の屋敷で住み込みの執事として仕える執事生活を中心に展開する、執事コメディーである。

第1作
2007年4月から2008年3月まで、テレビ東京系列局（TXN）を中心に放送された。
2007年4月6日から2008年4月4日まで音泉とBEWEにて番組連動のラジオ『ハヤテのごとく! Radio the combat butler』が配信されていた。
過去に同系列局で放送されたアニメ『おとぎ銃士 赤ずきん』などの前例に倣って土曜34時のアニメと呼ばれることがしばしばある。
2009年4月から9月までテレビ東京系列で続編にあたるアニメ第2作シリーズ『ハヤテのごとく!!』が放送された。
ナギとハヤテの執事通信
EDのスタッフロール終了後から次回予告の間にあたるパタパタアニメ風のコーナーで、第6話から第51話まで行われていた。時間は30秒である。
第2作
2009年4月から9月までテレビ東京系列の深夜枠にて、『ハヤテのごとく!!』（Hayate the combat butler 2nd season）のタイトルで放送された。全25話。主なスタッフは上述した第0話にあたるOVAから続投している。
第1作第52話のED後に「アニメ第2期製作決定!!」（原文ママ）という内容のカットが挿入された（ただし、遅れネット局などの一部放送局では挿入されなかった）。作者は「2年目を継続してやる程の実績は残せた」とのコメントをしている。
アニメオリジナルのエピソードが多かった前作とは異なり、本作は原作6巻から14巻のエピソードを原作にほぼ忠実な形でアニメ化している。ストーリーに関してもギャグ主体の前作とは一転、桂ヒナギクを中心としたラブストーリーが展開された。
第3作
2012年7月4日、新しいテレビシリーズの制作が発表された。『ハヤテのごとく! CAN'T TAKE MY EYES OFF YOU』（ハヤテのごとく キャント・テイク・マイ・アイズ・オフ・ユー）のタイトルで2012年10月から12月まで、テレビ東京他にて放送された。全12話。
なお、畑によれば、この第3作目は1作目・2作目を直接引き継ぐシリーズ（第3作）ではなく、後述する劇場版で培われた要素をフィードバックする“新アニメ”になるという。夏休み後の9月からストーリーが始まっており、原作より先行した展開になっている（2013年3月現在）。アニメオリジナルキャラクターであるツグミ・ルリが登場する。
第4作
2013年4月より7月まで『ハヤテのごとく! Cuties』（ハヤテのごとく! キューティーズ）のタイトルで放送された。スタッフ・制作会社・主なスタッフは第3作目からほぼ続投。
ストーリーは第3作目のように原作者の畑自身による書き下ろしではなく、アニメ化されていない原作エピソードを基にアニメ独自の脚色を加えている。第11話・12話は畑原案のオリジナルエピソードとなり、第3作の直接の続編となる。

## スタッフ
|                               | 第1作                                          | 第2作                                          | 第3・4作                                              |
| ----------------------------- | ---------------------------------------------- | ---------------------------------------------- | ----------------------------------------------------- |
| 原作・シリーズ原案            | 畑健二郎（小学館「少年サンデーコミックス」刊） | 畑健二郎（小学館「少年サンデーコミックス」刊） | 畑健二郎（小学館「少年サンデーコミックス」刊）        |
| 監督                          | 川口敬一郎                                     | 岩崎良明                                       | 工藤昌史                                              |
| シリーズディレクター          | N/A                                            | N/A                                            | ウエダヨウイチ                                        |
| シリーズ構成                  | 猪爪慎一、武上純希                             | 黒田洋介、白根秀樹                             | 小鹿りえ                                              |
| キャラクターデザイン          | 堀内修（メイン）                               | 藤井昌宏                                       | 工藤昌史                                              |
| 総作画監督                    | 長森佳容、桜井正明                             | 藤井昌宏                                       | #各話リスト参照                                       |
| サブキャラクター デザイン     | 小丸敏之                                       | N/A                                            | 西村貴世                                              |
| 小物デザイン 衣装デザイン     | 今野幸一                                       | N/A                                            | 大橋幸子                                              |
| 美術監督                      | 海津利子                                       | ビック・スタジオ                               | 中村典史                                              |
| 色彩設計                      | なかむらちほ                                   | 伊藤由紀子                                     | 小針裕子                                              |
| 撮影監督                      | 坪内弘樹                                       | 黒澤豊                                         | 飯島亮                                                |
| 編集                          | 小野寺桂子                                     | 坪根健太郎                                     | 長坂智樹                                              |
| 音響監督                      | 渡辺淳                                         | 渡辺淳                                         | 亀山俊樹                                              |
| 音楽                          | 中川幸太郎                                     | 中川幸太郎                                     | 前口渉                                                |
| 音楽プロデューサー            | 田中統英、西村潤                               | 田中統英                                       | N/A                                                   |
| プロデューサー                | 岩田伸一                                       | 岩田伸一                                       | 村松紗也子、松田章男                                  |
| プロデューサー                | 古市直彦                                       | 根岸智也                                       | 村松紗也子、松田章男                                  |
| アニメーション プロデューサー | 桜井涼介                                       | 柏田真一郎                                     | 河内山隆 石田健二郎                                   |
| 制作（第3作）                 | N/A                                            | N/A                                            | ジェネオン・ユニバーサル ・エンターテイメントジャパン |
| アニメーション制作            | SynergySP                                      | J.C.STAFF                                      | マングローブ                                          |
| 製作                          | テレビ東京                                     | テレビ東京                                     | HAYATE PROJECT                                        |
| 製作                          | 小学館プロダクション                           | 小学館集英社プロダクション                     | HAYATE PROJECT                                        |

## 主題歌
| 話数               | 曲名                | 作詞         | 作曲     | 編曲              | 歌手                                          |
| ------------------ | ------------------- | ------------ | -------- | ----------------- | --------------------------------------------- |
| オープニングテーマ |                     |              |          |                   |                                               |
| 1 - 26             | ハヤテのごとく!     | KOTOKO       | 高瀬一矢 | 高瀬一矢          | KOTOKO                                        |
| 27 - 52            | 七転八起☆至上主義!  | KOTOKO       | C.G mix  | C.G mix           | KOTOKO                                        |
| エンディングテーマ |                     |              |          |                   |                                               |
| 1 - 13             | Proof               | MELL         | 高瀬一矢 | 高瀬一矢          | MELL                                          |
| 14 - 26            | Get my way!         | 川田まみ     | 高瀬一矢 | 高瀬一矢 尾崎武士 | 川田まみ                                      |
| 27 - 39            | Chasse              | KOTOKO       | 高瀬一矢 | 中沢伴行 井内舞子 | 詩月カオリ                                    |
| 40 - 52            | 木の芽風            | IKU          | IKU      | 高瀬一矢          | IKU                                           |
| 挿入歌             |                     |              |          |                   |                                               |
| 10                 | エプ・ロマネスク    | くまのきよみ | 田中公平 | 岩崎文紀          | マリア（田中理恵）                            |
| 20                 | エプ・ロマネスク    | くまのきよみ | 田中公平 | 岩崎文紀          | マリア（田中理恵）                            |
| 29                 | エプ・ロマネスク    | くまのきよみ | 田中公平 | 岩崎文紀          | マリア（田中理恵）                            |
| 10                 | 僕はキミのモノ      | くまのきよみ | 田中公平 | 岩崎文紀          | 綾崎ハヤテ（白石涼子）                        |
| 20                 | 僕はキミのモノ      | くまのきよみ | 田中公平 | 岩崎文紀          | 綾崎ハヤテ（白石涼子）                        |
| 34                 | 僕はキミのモノ      | くまのきよみ | 田中公平 | 岩崎文紀          | 綾崎ハヤテ（白石涼子）                        |
| 18                 | Power of Flower     | くまのきよみ | 田中公平 | PE                | 桂ヒナギク（伊藤静） 第33話はエリナ（城雅子） |
| 27                 | Power of Flower     | くまのきよみ | 田中公平 | PE                | 桂ヒナギク（伊藤静） 第33話はエリナ（城雅子） |
| 33                 | Power of Flower     | くまのきよみ | 田中公平 | PE                | 桂ヒナギク（伊藤静） 第33話はエリナ（城雅子） |
| 48                 | Power of Flower     | くまのきよみ | 田中公平 | PE                | 桂ヒナギク（伊藤静） 第33話はエリナ（城雅子） |
| 20                 | だめっ!             | くまのきよみ | 田中公平 | 村瀬恭久          | 三千院ナギ（釘宮理恵）                        |
| 21                 | だめっ!             | くまのきよみ | 田中公平 | 村瀬恭久          | 三千院ナギ（釘宮理恵）                        |
| 34                 | だめっ!             | くまのきよみ | 田中公平 | 村瀬恭久          | 三千院ナギ（釘宮理恵）                        |
| 20                 | ハヤテのごとく!     | KOTOKO       | 高瀬一矢 | 高瀬一矢          | KOTOKO 第20話は西沢歩（高橋美佳子）           |
| 51                 | ハヤテのごとく!     | KOTOKO       | 高瀬一矢 | 高瀬一矢          | KOTOKO 第20話は西沢歩（高橋美佳子）           |
| 28                 | 白皇学院校歌（β版） | 畑健二郎     | 田中公平 | 岩崎文紀          | N/A                                           |
| 51                 | 白皇学院校歌（β版） | 畑健二郎     | 田中公平 | 岩崎文紀          | N/A                                           |

| 話数               | 曲名                                           | 作詞         | 作曲       | 編曲       | 歌手                                                                              |
| ------------------ | ---------------------------------------------- | ------------ | ---------- | ---------- | --------------------------------------------------------------------------------- |
| オープニングテーマ |                                                |              |            |            |                                                                                   |
| 1 - 17             | Wonder Wind                                    | 六ツ見純代   | 田代智一   | 前口渉     | ELISA                                                                             |
| 18 - 25            | daily-daily Dream                              | KOTOKO       | C.G mix    | C.G mix    | KOTOKO                                                                            |
| エンディングテーマ |                                                |              |            |            |                                                                                   |
| 1 - 17             | 本日、満開ワタシ色!                            | くまのきよみ | 磯部篤子   | 増田武史   | 桂ヒナギク with 白皇学院生徒会三人娘 （伊藤静 with 矢作紗友里&中尾衣里&浅野真澄） |
| 18 - 24            | カラコイ〜だから少女は恋をする〜               | くまのきよみ | 山田智和   | 前口渉     | 三千院ナギ&綾崎ハヤテ（釘宮理恵&白石涼子）                                        |
| 25                 | Wonder Wind                                    | 六ツ見純代   | 田代智一   | 前口渉     | ELISA                                                                             |
| 挿入歌             |                                                |              |            |            |                                                                                   |
| 12                 | 残酷な天使のテーゼ                             | 及川眠子     | 佐藤英敏   | 大森俊之   | 桂ヒナギク（伊藤静）                                                              |
| 12                 | 時をかける少女                                 | 松任谷由実   | 松任谷由実 | 松任谷正隆 | 白皇学院生徒会三人娘 （矢作紗友里&中尾衣里&浅野真澄）                             |
| 19                 | トップをねらえ! 〜Fly High〜（鼻歌バージョン） | 松宮恭子     | 田中公平   | 田中公平   | マリア（田中理恵）                                                                |
| 24                 | だんご3兄弟                                    | 佐藤雅彦     | 堀江由朗   | 堀江由朗   | 桂ヒナギク（伊藤静）                                                              |

| 話数               | 曲名                                 | 作詞         | 作曲     | 編曲     | 歌手                                                                   |
| ------------------ | ------------------------------------ | ------------ | -------- | -------- | ---------------------------------------------------------------------- |
| オープニングテーマ |                                      |              |          |          |                                                                        |
| 2 - 12             | CAN'T TAKE MY EYES OFF YOU           | 畑健二郎     | 川崎里実 | 前口渉   | eyelis                                                                 |
| エンディングテーマ |                                      |              |          |          |                                                                        |
| 1 - 11             | 恋の罠                               | 西田恵美     | 村井大   | 増田武史 | 水蓮寺ルカ starring 山崎はるか                                         |
| 3                  | 善き少女のためのパヴァーヌ           | くまのきよみ | 設楽哲也 | 佐々木裕 | 水蓮寺ルカ starring 山崎はるか                                         |
| 12                 | Here I am, Here we are               | くまのきよみ | 渡辺翔   | 前口渉   | 綾崎ハヤテ&三千院ナギ&水蓮寺ルカ starring 白石涼子&釘宮理恵&山崎はるか |
| 挿入曲             |                                      |              |          |          |                                                                        |
| 1                  | 深淵                                 | 西田恵美     | 村井大   | 前口渉   | 水蓮寺ルカ starring 山崎はるか                                         |
| 1                  | Precious Nativity                    | 六ツ見純代   | KOUTAPAI | 渡辺拓也 | 水蓮寺ルカ starring 山崎はるか                                         |
| 12                 | -paradigm shift-                     | 西田恵美     | 丸田新   | 前口渉   | 水蓮寺ルカ starring 山崎はるか                                         |
| 12                 | CAN'T TAKE MY EYES OFF YOU (Reprise) | 畑健二郎     | 川崎里実 | 前口渉   | eyelis                                                                 |

| 話数               | 曲名                          | 作詞         | 作曲           | 編曲            | 歌手                                                             |
| ------------------ | ----------------------------- | ------------ | -------------- | --------------- | ---------------------------------------------------------------- |
| オープニングテーマ |                               |              |                |                 |                                                                  |
| 1 - 12             | 春ULALA♥LOVEよ来い!!!         | 六ツ見純代   | 渡辺和紀       | 増田武史        | 桂ヒナギク starring 伊藤静                                       |
| エンディングテーマ |                               |              |                |                 |                                                                  |
| 1                  | ヒロインはここにいる!         | くまのきよみ | 丸田新         | 前口渉          | 綾崎ハヤテ starring 白石涼子                                     |
| 2                  | アスタリスク                  | くまのきよみ | 川崎里実       | 川崎里実 前口渉 | 三千院ナギ starring 釘宮理恵                                     |
| 3                  | 急がばスマイル!               | くまのきよみ | 藤末樹         | 佐々木裕        | 愛沢咲夜 starring 植田佳奈                                       |
| 4                  | まんまるかくれんぼ            | くまのきよみ | 樋渡和裕       | 大久保薫        | 鷺ノ宮伊澄 starring 松来未祐                                     |
| 5                  | ダイキライは恋のはじまり      | くまのきよみ | 藤末樹         | 佐々木裕        | 桂ヒナギク starring 伊藤静                                       |
| 6                  | ナ・ノ・キ・ス                | くまのきよみ | 森浩太         | 佐々木裕        | 瀬川泉 starring 矢作紗友里                                       |
| 7                  | 月の祈り                      | 西田恵美     | 田中俊亮       | 前嶋康明        | 水蓮寺ルカ starring 山崎はるか                                   |
| 8                  | Walkin'                       | くまのきよみ | 藤末樹         | 渡辺拓也        | 西沢歩 starring 高橋美佳子                                       |
| 9                  | POKER FACE for all            | くまのきよみ | 田中俊亮       | 渡辺拓也        | 春風千桜 starring 藤村歩                                         |
| 10                 | 約束                          | くまのきよみ | オオヤギヒロオ | 大久保薫        | マリア starring 田中理恵                                         |
| 11                 | 水曜日のサンデー              | くまのきよみ | 須田悦弘       | 前口渉          | 剣野カユラ starring 日笠陽子                                     |
| 12                 | Invitation 〜君といる場所で〜 | くまのきよみ | 磯崎健史       | 増田武史        | 綾崎ハヤテ&三千院ナギ&マリア starring 白石涼子&釘宮理恵&田中理恵 |

## 各話リスト
| 話数 | サブタイトル                                                                       | 脚本              | コンテ           | 演出             | 作画監督            | 本放送日      |
| ---- | ---------------------------------------------------------------------------------- | ----------------- | ---------------- | ---------------- | ------------------- | ------------- |
| 1    | 運命は、英語で言うとデスティニー                                                   | 猪爪慎一          | 川口敬一郎       | 小高義規         | 中島渚              | 2007年 4月1日 |
| 2    | 三千院ナギの屋敷と、新たなる旅立ち                                                 | 猪爪慎一          | 川口敬一郎       | 秦義人           | 金一培              | 4月8日        |
| 3    | 世界の中心でアイを叫んだり叫ばなかったりな獣とロボと執事                           | 猪爪慎一          | 川口敬一郎       | 橋口洋介         | 松本朋之            | 4月15日       |
| 4    | はぢめてのおつかい 〜こちらスネーク。 誰も応答しない                               | 猪爪慎一          | 川口敬一郎       | 瀬藤健嗣         | 藤崎賢二            | 4月22日       |
| 5    | 不用意なボケと優しさが不幸を呼ぶ                                                   | 植田浩二 猪爪慎一 | 川口敬一郎       | 小野田雄亮       | 服部憲知            | 4月29日       |
| 6    | 時が見えると君は言うけど、たぶんそれは走馬灯                                       | 猪爪慎一          | 川口敬一郎       | 渡辺正彦         | 近藤優次            | 5月6日        |
| 7    | 男の戦い                                                                           | 猪爪慎一          | 東海林真一       | 高山功           | 小丸敏之            | 5月13日       |
| 8    | ネコミミ・モードで地獄行き                                                         | 高橋ナツコ        | 川口敬一郎       | 秦義人           | 高木信一郎          | 5月20日       |
| 9    | エロイムエッサイム。 ウシくん ウシくん! なんだい カエルくん?                       | 植田浩二          | 小寺かつゆき     | 渡辺正彦         | 松本朋之            | 5月27日       |
| 10   | 世にも微妙なハイデフレ。 ゲームは積まずにプレイしろ                                | 猪爪慎一          | 川口敬一郎       | 三浦貴博         | 実原登              | 6月3日        |
| 11   | 僕の命の価値はプライスレス                                                         | 猪爪慎一          | 東海林真一       | 瀬藤健嗣         | 藤崎賢二            | 6月10日       |
| 12   | 僕らは昔、宇宙の刑事に若さとは振り向かない事だと教わった                           | 猪爪慎一          | こでらかつゆき   | 小野田雄亮       | 佐々木雪            | 6月17日       |
| 13   | 夏を制する者は受験を制するらしいっすよ                                             | 浦沢義雄          | 東海林真一       | 渡辺正彦         | 近藤優次            | 6月24日       |
| 14   | ちょっとちょっと! パーティー行かなあかんねん。 早よして、ホント                    | 福田裕子          | 佐野隆史         | 牧野行洋         | 牛島勇二 五十嵐直子 | 7月1日        |
| 15   | サムライ、ブシドー、動くヴァンダム                                                 | 植田浩二          | こでらかつゆき   | 高山功           | 中島渚              | 7月8日        |
| 16   | 負けてもマケンドー                                                                 | 武上純希          | こでらかつゆき   | 渡辺正彦         | 松本朋之            | 7月15日       |
| 17   | あなたのためにメイっぱいナギ倒します♡                                              | 植田浩二          | 東海林真一       | 瀬藤健嗣         | 藤崎賢二            | 7月22日       |
| 18   | レアカードは水着です                                                               | 浦沢義雄          | 川口敬一郎       | 三浦貴博         | 斉藤良成            | 7月29日       |
| 19   | サキさんのヤボ用（全国版）2007                                                     | 武上純希          | 東海林真一       | 渡辺正彦         | 近藤優次            | 8月5日        |
| 20   | 本は好きですが、歌え大竜宮城                                                       | 福田裕子          | 牧野行洋         | 牧野行洋         | 金一培 牛島勇二     | 8月12日       |
| 21   | ピーターさんもいい迷惑                                                             | 猪爪慎一          | 高山功           | 高山功           | 中島渚              | 8月19日       |
| 22   | カポーンって擬音は誰が考えたんだろう? スゲーよね                                   | 植田浩二          | 佐野隆史         | ワタナベシンイチ | 佐藤陽 北村友幸     | 8月26日       |
| 23   | ちびっ子ではない天才先生来たる                                                     | 福田裕子          | 東海林真一       | 渡辺正彦         | 松本朋之            | 9月2日        |
| 24   | モテすぎて困る苦労はしたこと無いなぁ〜                                             | 高橋ナツコ        | こでらかつゆき   | 瀬藤健嗣         | 藤崎賢二            | 9月9日        |
| 25   | 心を揺らして                                                                       | 高橋ナツコ        | こでらかつゆき   | 渡辺正彦         | 近藤優次            | 9月16日       |
| 26   | お届けまで29分でしたので、規定通りの料金でお支払いお願いします……は、遠い前世紀の話 | 猪爪慎一          | 佐野隆史         | 金澤由希         | 青井小夜            | 9月23日       |
| 27   | ハヤテ大地に立つ                                                                   | 猪爪慎一          | 寺岡巌           | 高山功           | 長森佳容            | 9月30日       |
| 28   | 黒いハヤテ                                                                         | 猪爪慎一          | まついひとゆき   | 渡辺正彦         | 松本朋之            | 10月7日       |
| 29   | 見合                                                                               | 武上純希          | まついひとゆき   | 則座誠           | 石丸賢一            | 10月14日      |
| 30   | 美人お嬢さま名探偵は見た! 湯けむり女教師殺人事件                                   | 福田裕子          | こでらかつゆき   | 瀬藤健嗣         | 藤崎賢二            | 10月21日      |
| 31   | お金持ちでキレイなお姉さんは好きですか?                                            | 植田浩二          | 川口敬一郎       | 渡辺正彦         | 近藤優次            | 10月28日      |
| 32   | 魔物ハンターようこそ伊澄、とナベシン                                               | 浦沢義雄          | ワタナベシンイチ | ワタナベシンイチ | 桜井正明 清丸悟     | 11月4日       |
| 33   | なぜだ?! 学院文化祭・前編                                                          | 猪爪慎一          | 寺岡巌           | 長村伸治         | 樋口聡一            | 11月11日      |
| 34   | なぜ死んだ?! 学院文化祭・後編                                                      | 猪爪慎一          | 川口敬一郎       | 渡辺正彦         | 松本朋之            | 11月18日      |
| 35   | 必見! ナウなヤングのための最新オシャレデートスポット完全ガイド2007秋               | 福田裕子          | ワタナベシンイチ | 則座誠           | 石丸賢一            | 11月25日      |
| 36   | クラウスは倉臼と書いて日本人                                                       | 武上純希          | こでらかつゆき   | 橋口洋介         | 古川博之            | 12月2日       |
| 37   | 普通の女の子に戻りたい、でもキャラソンは買ってね♥                                  | 植田浩二          | こでらかつゆき   | 瀬藤健嗣         | 藤崎賢二            | 12月9日       |
| 38   | 危うしハヤテ! 機能完全停止!!                                                       | 猪爪慎一          | 川口敬一郎       | 渡辺正彦         | 近藤優次            | 12月16日      |
| 39   | よいこの友達 借金執事万才!                                                         | 猪爪慎一          | 寺岡巌           | 池畠博史         | 山口智              | 12月23日      |
| 40   | おせちもいいけどハヤテもね                                                         | 武上純希          | ワタナベシンイチ | ワタナベシンイチ | 内田孝              | 2008年 1月6日 |
| 41   | 先生さよなら絶望〜卒業スペシャル                                                   | 福田裕子          | こでらかつゆき   | 渡辺正彦         | 松本朋之            | 1月13日       |
| 42   | それは犬と鼠とブルドッグのように                                                   | 植田浩二          | 佐野隆史         | 橋口洋介         | 古川博之 昆冨美子   | 1月20日       |
| 43   | ポセイドンアドバンスジェネレイターガバス                                           | 浦沢義雄          | ワタナベシンイチ | 瀬藤健嗣         | 藤崎賢二            | 1月27日       |
| 44   | 就職率120パーセントの謎（仮）                                                      | 植田浩二          | 川口敬一郎       | 渡辺正彦         | 近藤優次            | 2月3日        |
| 45   | 二月のマリアさん感謝デー! ですわ♥                                                  | 猪爪慎一          | こでらかつゆき   | 川越淳           | 飯飼一幸            | 2月10日       |
| 46   | 奴の名は魔球投手ワタル!!!                                                          | 武上純希          | ワタナベシンイチ | ワタナベシンイチ | 小丸敏之            | 2月17日       |
| 47   | そりゃ安室には帰れる場所があったでしょうけど…                                      | 植田浩二          | 佐野隆史         | 渡辺正彦         | 松本朋之            | 2月24日       |
| 48   | ヒナ♥ラブ                                                                          | 植田浩二          | こでらかつゆき   | 橋口洋介         | 古川博之 河合美姫   | 3月2日        |
| 49   | 普通の話                                                                           | 福田裕子          | 寺岡巌           | 古谷田順久       | 小林調              | 3月9日        |
| 50   | クイズ! 宿敵と書いて友と読む!!                                                     | 福田裕子          | ワタナベシンイチ | 瀬藤健嗣         | 藤崎賢二            | 3月16日       |
| 51   | 春                                                                                 | 猪爪慎一          | こでらかつゆき   | 渡辺正彦         | 近藤優次            | 3月23日       |
| 52   | RADICAL DREAMERS                                                                   | 武上純希          | 佐野隆史         | ワタナベシンイチ | 桜井正明            | 3月30日       |

| 話数 | サブタイトル                           | 脚本              | コンテ         | 演出       | 作画監督                     |
| ---- | -------------------------------------- | ----------------- | -------------- | ---------- | ---------------------------- |
| 0    | アツがナツいぜ 水着編!                 | 佐藤祐            | 岩崎良明       | 上野謙     | 藤井昌宏                     |
| 1    | 禁断のマラソン自由形!                  | 白根秀樹          | 岩崎良明       | 鈴木洋平   | 滝川和男                     |
| 2    | マネーのとら                           | 髙橋龍也          | 八谷賢一       | 北川正人   | 小宮山由美子 松下純子        |
| 3    | そして伝説にならない                   | 髙橋龍也          | 増田敏彦       | 上田繁     | さのえり 中本尚子            |
| 4    | 君は僕に似ている                       | ヤスカワショウゴ  | ヤマサキオサム | 馬引圭     | 大木良一                     |
| 5    | Heart to Heart                         | 中野麻衣          | さゆみれい     | 星野真     | 伊藤美奈                     |
| 6    | おまえンち                             | 兵頭一歩          | 八谷賢一       | 雄谷将仁   | 木下由美子 石田慶一          |
| 7    | やきもちとか焼かれたてジャぱん         | 兵頭一歩          | 瀬藤健嗣       | 上野勝     | 柴田志朗 吉田尚人            |
| 8    | シラヌイがやってきた                   | ヤスカワショウゴ  | 大原実         | 小林浩輔   | 中島美子                     |
| 9    | 乙女心が求めるものは……                 | 守宮尚志          | 増田敏彦       | 上田繁     | 宮下雄次 飯田宏義            |
| 10   | プレゼントの行方                       | 黒田洋介          | 大上相馬       | 雄谷将仁   | 山田裕子 和田伸一            |
| 11   | ヒナ祭りの頃に                         | 兵頭一歩          | 星野真         | 星野真     | 伊藤美奈                     |
| 12   | 残酷な大馬鹿野郎のテーゼ               | 兵頭一歩          | さわみれい     | 馬引圭     | 大木良一 神谷智大            |
| 13   | FEELING OF FREEDOM                     | 高橋龍也          | 羽多野浩平     | 石屋義敏   | 松本文男 岡辰也              |
| 14   | 鷺ノ宮家の一族                         | 中野麻衣          | 増田敏彦       | 上野勝     | 吉田尚人 木下由美子          |
| 15   | 下田温泉湯けむり旅情                   | 守宮尚志          | 大上相馬       | 小林浩輔   | 中島美子                     |
| 16   | スターダストメモリー                   | 白根秀樹          | 二瓶勇一       | 中津環     | 宮下雄次 石田啓一            |
| 17   | 桜の下で                               | 白根秀樹          | さゆみれい     | 神保昌登   | 山田裕子 桜井司              |
| 18   | ホワイトデーの懲りない人々             | ヤスカワショウゴ  | 星野真         | 小林浩輔   | 伊藤美奈 野村雅史            |
| 19   | 王者をねらえ                           | 高橋龍也          | 増田敏彦       | 馬引圭     | 吉田尚人 木下由美子 宮下雄次 |
| 20   | メイドターンができなくて               | 伊藤美智子        | 波多野浩平     | 山内東生雄 | 松本文男                     |
| 21   | なんだかんだで自分ちの猫が一番かわいい | ヤスカワショウゴ  | 大上相馬       | 上野勝     | 石田啓一 中本尚子 さのえり   |
| 22   | Keep On Dreaming                       | 兵頭一歩          | 増田敏彦       | 布施康之   | 藤田正幸 ZANG YOU SHICK      |
| 23   | 僕たちの行方                           | 守宮尚志          | 星野真         | 星野真     | 伊藤美奈 中島美子            |
| 24   | Distance                               | 白根秀樹          | さゆみれい     | 上野勝     | 小川エリ 柴田史郎            |
| 25   | 執事とお嬢様の話ですから               | 黒田洋介 白根秀樹 | 岩崎良明       | 馬引圭     | 大木良一 吉田尚人 木下由美子 |

| 話数 | サブタイトル | 脚本     | 絵コンテ                | 演出                    | 作画監督                                                                             | 総作画監督 |
| ---- | ------------ | -------- | ----------------------- | ----------------------- | ------------------------------------------------------------------------------------ | ---------- |
| 1    | 第一夜       | 小鹿りえ | 工藤昌史                | 工藤昌史                | 宍戸久美子、山本航 由卯田和季一（メカ）                                              | 常盤健太郎 |
| 2    | 第二夜       | 小鹿りえ | ウエダヨウイチ          | 奥野耕太                | 石川健朝、佐々木恵子                                                                 | 宍戸久美子 |
| 3    | 第三夜       | 小鹿りえ | 望月智充                | 浅見松雄                | 朴旲烈                                                                               | 常盤健太郎 |
| 4    | 第四夜       | 小鹿りえ | 城所聖明                | 城所聖明                | 井野真理恵、佐々木恵子 猪瀬富士夫、山本航                                            | 宍戸久美子 |
| 5    | 第五夜       | 小鹿りえ | 加瀬充子                | 曽我準                  | 石川健朝、出野喜則                                                                   | 常盤健太郎 |
| 6    | 第六夜       | 小鹿りえ | ウエダヨウイチ          | 村上勉                  | 津熊健徳、服部憲知                                                                   | 宍戸久美子 |
| 7    | 第七夜       | 小鹿りえ | 石山タカ明              | 川西泰二                | 牙威格斗                                                                             | 宍戸久美子 |
| 8    | 第八夜       | 小鹿りえ | 加瀬充子                | 牧野吉高                | 石井久美、伊藤裕次 石川智美、中村千秋 小倉典子、青木あさ子 中島利洋（メカ）          | 宍戸久美子 |
| 9    | 第九夜       | 小鹿りえ | 東海林真一              | 浅見松雄                | 森川侑紀、相坂ナオキ                                                                 | 宍戸久美子 |
| 10   | 第十夜       | 小鹿りえ | ウエダヨウイチ 沖田宮奈 | 朝木幸彦                | 石川健朝、下島誠 糸島雅彦、熊谷勝弘 梅津茜、鈴木勘太（アクション）                   | 宍戸久美子 |
| 11   | 第十一夜     | 小鹿りえ | 沖田宮奈 加瀬充子       | 曽我準                  | 出野喜則、佐々木恵子 糸島雅彦、鈴木勘太（アクション）                                | 常盤健太郎 |
| 12   | 最終夜       | 小鹿りえ | ウエダヨウイチ 工藤昌史 | ウエダヨウイチ 工藤昌史 | 沖田宮奈、下島誠 出野喜則、大橋幸子 石川健朝、常盤健太郎 熊谷勝弘、鈴木勘太 西村貴世 | 宍戸久美子 |

| 話数   | サブタイトル                        | 脚本       | 絵コンテ       | 演出            | 作画監督                                                 | 総作画監督 |
| ------ | ----------------------------------- | ---------- | -------------- | --------------- | -------------------------------------------------------- | ---------- |
| 第1話  | 綾崎ハヤテ                          | 小鹿りえ   | 工藤昌史       | 工藤昌史        | 石川健朝、下島誠 沓澤洋子、出野喜則                      | 宍戸久美子 |
| 第2話  | 三千院ナギ                          | 鈴木雅詞   | ウエダヨウイチ | 関谷真実子      | 矢吹智美、清水勝祐 永川桃子、中野良一                    | 嘉手苅睦   |
| 第3話  | 天王州アテネ                        | 小鹿りえ   | Royden B       | 町谷俊輔 曽我準 | 黒崎知栄実、熊谷勝弘 安本学                              | 出野喜則   |
| 第4話  | 鷺ノ宮伊澄と愛沢咲夜                | 高橋ナツコ | 佐藤真人       | 関田修          | 佐々木美麗                                               | 宍戸久美子 |
| 第5話  | 桂ヒナギク                          | 猪爪慎一   | 沖田宮奈       | 黒田幸生        | 沖田宮奈、吉田尚人 糸島雅彦                              | 嘉手苅睦   |
| 第6話  | 瀬川泉と他2人                       | 高橋ナツコ | 日高政光       | 関谷真実子      | 寺井佳史、中野良一 池田早香、永川桃子 矢吹智美           | 宍戸久美子 |
| 第7話  | 水蓮寺ルカ                          | 猪爪慎一   | 曽我準         | 曽我準          | 石川健朝、今岡大 下島誠、沓澤洋子                        | 出野喜則   |
| 第8話  | 西沢歩                              | 高橋ナツコ | 北條史也       | 北條史也        | 熊谷勝弘、黒崎知栄実 安本学                              | 嘉手苅睦   |
| 第9話  | 春風千桜と剣野カユラ                | 鈴木雅詞   | 沖田宮奈       | 関田修          | 佐々木美麗                                               | 宍戸久美子 |
| 第10話 | マリア                              | 猪爪慎一   | 芦野芳晴       | 江島泰男        | 上田恵未、寺井佳史 矢吹智美、永川桃子 中野良一           | 出野喜則   |
| 第11話 | chapter1: ドアをノックするのは誰だ? | 猪爪慎一   | 工藤昌史       | ウエダヨウイチ  | 今岡大、吉田尚人 糸島雅彦、山村俊了                      | 嘉手苅睦   |
| 第12話 | chapter2: 愛し愛されて生きるのさ    | 小鹿りえ   | 工藤昌史       | 工藤昌史        | 石川健朝、熊谷勝弘 出野喜則、黒崎知栄実 下島誠、沓澤洋子 | 宍戸久美子 |

## 放送局
| 放送地域       | 放送局             | 放送期間                                                                     | 放送日時                                               | 系列           | 備考                         |
| -------------- | ------------------ | ---------------------------------------------------------------------------- | ------------------------------------------------------ | -------------- | ---------------------------- |
| 関東広域圏     | テレビ東京         | 2007年4月1日 - 2008年3月30日                                                 | 日曜 10:00 - 10:30                                     | テレビ東京系列 | 製作局                       |
| 大阪府         | テレビ大阪         | 2007年4月1日 - 2008年3月30日                                                 | 日曜 10:00 - 10:30                                     | テレビ東京系列 |                              |
| 愛知県         | テレビ愛知         | 2007年4月1日 - 2008年3月30日                                                 | 日曜 10:00 - 10:30                                     | テレビ東京系列 |                              |
| 岡山県・香川県 | テレビせとうち     | 2007年4月1日 - 2008年3月30日                                                 | 日曜 10:00 - 10:30                                     | テレビ東京系列 |                              |
| 北海道         | テレビ北海道       | 2007年4月1日 - 2008年3月30日                                                 | 日曜 10:00 - 10:30                                     | テレビ東京系列 |                              |
| 福岡県         | TVQ九州放送        | 2007年4月1日 - 2008年3月30日                                                 | 日曜 10:00 - 10:30                                     | テレビ東京系列 |                              |
| 岐阜県         | 岐阜放送           | 2007年4月8日 - 2008年4月20日                                                 | 日曜 7:00 - 7:30                                       | 独立局         |                              |
| 高知県         | テレビ高知         | 2007年4月12日 - 2008年4月17日                                                | 木曜 16:24 - 16:54                                     | TBS系列        |                              |
| 石川県         | テレビ金沢         | 2007年4月16日 - 2008年4月21日                                                | 月曜 15:53 - 16:23                                     | 日本テレビ系列 |                              |
| 福島県         | 福島中央テレビ     | 2007年4月16日 - 2008年3月24日 2008年4月7日 - 4月21日                         | 月曜 16:22 - 16:50 月曜 15:22 - 15:50                  | 日本テレビ系列 | [ 注 17 ]                    |
| 大分県         | 大分朝日放送       | 2007年4月16日 - 2008年3月24日 2008年4月3日 - 5月15日                         | 月曜 15:54 - 16:24 木曜 15:54 - 16:24                  | テレビ朝日系列 | 九州地方の中で唯一の放送局。 |
| 新潟県         | テレビ新潟         | 2007年4月16日 - 2008年3月24日 2008年3月25日 - 4月4日                         | 月曜 15:50 - 16:20 平日 10:25 - 10:55                  | 日本テレビ系列 | [ 注 18 ]                    |
| 奈良県         | 奈良テレビ         | 2007年4月17日 - 2008年4月15日                                                | 火曜 7:30 - 8:00                                       | 独立局         |                              |
| 滋賀県         | びわ湖放送         | 2007年4月21日 - 9月29日 2007年10月6日 - 2008年3月22日 2008年4月4日 - 4月25日 | 土曜 9:00 - 9:30 土曜 10:30 - 11:00 金曜 17:15 - 17:45 | 独立局         |                              |
| 日本全域       | AT-X               | 2007年4月22日 - 2008年4月13日                                                | 日曜 7:30 - 8:00                                       | CS放送         | リピート放送あり             |
| 日本全域       | BSジャパン         | 2007年4月26日 - 2008年4月24日                                                | 木曜 19:30 - 20:00                                     | BS放送         |                              |
| 鳥取県・島根県 | 日本海テレビ       | 2007年5月5日 - 2008年4月26日                                                 | 土曜 5:00 - 5:30                                       | 日本テレビ系列 |                              |
| 青森県         | 青森朝日放送       | 2007年5月7日 - 2008年5月26日                                                 | 月曜 16:00 - 16:30                                     | テレビ朝日系列 |                              |
| 岩手県         | 岩手めんこいテレビ | 2007年5月9日 - 2008年5月14日                                                 | 水曜 16:54 - 17:24                                     | フジテレビ系列 |                              |
| 長野県         | 長野放送           | 2007年6月5日 - 2008年6月10日                                                 | 火曜 15:30 - 16:00                                     | フジテレビ系列 |                              |
| 秋田県         | 秋田テレビ         | 2007年6月5日 - 2008年6月3日                                                  | 火曜 16:23 - 16:53                                     | フジテレビ系列 |                              |
| 愛媛県         | 南海放送           | 2007年6月11日 - 2008年6月16日                                                | 月曜 15:53 - 16:21                                     | 日本テレビ系列 |                              |
| 宮城県         | 東日本放送         | 2007年6月27日 - 2008年7月16日                                                | 水曜 15:54 - 16:24                                     | テレビ朝日系列 |                              |
| 山口県         | テレビ山口         | 2007年7月16日 - 2008年8月4日                                                 | 月曜 16:25 - 16:55                                     | TBS系列        |                              |
| 静岡県         | 静岡朝日テレビ     | 2007年9月1日 - 2008年4月12日 2008年4月26日 - 9月27日                         | 土曜 7:00 - 7:30 土曜 6:00 - 6:30                      | テレビ朝日系列 |                              |
| 広島県         | 広島ホームテレビ   | 2007年9月1日 - 2008年9月6日                                                  | 土曜 6:30 - 7:00                                       | テレビ朝日系列 |                              |
| 日本全域       | アニマックス       | 2007年10月25日 - 2008年4月24日 2008年5月6日 - 11月4日                        | 木曜 23:00 - 23:30 火曜 19:00 - 19:30                  | CS放送         | リピート放送あり             |

| 放送地域       | 放送局         | 放送期間                     | 放送日時                     | 系列                  | 備考                             |
| -------------- | -------------- | ---------------------------- | ---------------------------- | --------------------- | -------------------------------- |
| 関東広域圏     | テレビ東京     | 2009年4月4日 - 9月19日       | 土曜 1:23 - 1:53（金曜深夜） | テレビ東京系列        | 製作局                           |
| 大阪府         | テレビ大阪     | 2009年4月5日 - 9月20日       | 日曜 1:30 - 2:00（土曜深夜） | テレビ東京系列        |                                  |
| 日本全域       | BSジャパン     | 2009年4月6日 - 9月21日       | 月曜 0:30 - 1:00（日曜深夜） | テレビ東京系列 BS放送 |                                  |
| 福岡県         | TVQ九州放送    | 2009年4月7日 - 9月22日       | 火曜 2:23 - 2:53（月曜深夜） | テレビ東京系列        |                                  |
| 岡山県・香川県 | テレビせとうち | 2009年4月8日 - 9月23日       | 水曜 1:28 - 1:58（火曜深夜） | テレビ東京系列        |                                  |
| 北海道         | テレビ北海道   | 2009年4月9日 - 9月24日       | 木曜 2:20 - 2:50（水曜深夜） | テレビ東京系列        |                                  |
| 愛知県         | テレビ愛知     | 2009年4月10日 - 9月25日      | 金曜 2:58 - 3:28（木曜深夜） | テレビ東京系列        |                                  |
| 日本全域       | AT-X           | 2009年4月21日 - 10月6日      | 火曜 8:30 - 9:00             | CS放送                | リピート放送あり                 |
| 滋賀県         | びわ湖放送     | 2009年7月15日 - 12月29日     | 水曜 17:15 - 17:45           | 独立局                | 地上波放送では唯一全日帯での放送 |
| 日本全域       | アニマックス   | 2009年9月1日 - 2010年2月16日 | 火曜 19:00 - 19:30           | CS放送                | リピート放送あり                 |

| 放送地域      | 放送局             | 放送期間                       | 放送日時                     | 系列             | 備考                |
| ------------- | ------------------ | ------------------------------ | ---------------------------- | ---------------- | ------------------- |
| 関東広域圏    | テレビ東京         | 2012年10月4日 - 12月20日       | 木曜 2:05 - 2:35（水曜深夜） | テレビ東京系列   | 製作委員会参加      |
| 福岡県        | TVQ九州放送        | 2012年10月5日 - 12月21日       | 金曜 2:00 - 2:30（木曜深夜） | テレビ東京系列   |                     |
| 北海道        | テレビ北海道       | 2012年10月6日 - 12月22日       | 土曜 2:00 - 2:30（金曜深夜） | テレビ東京系列   |                     |
| 大阪府        | テレビ大阪         | 2012年10月10日 - 12月26日      | 水曜 1:35 - 2:05（火曜深夜） | テレビ東京系列   |                     |
| 愛知県        | テレビ愛知         | 2012年10月11日 - 12月27日      | 木曜 1:35 - 2:05（水曜深夜） | テレビ東京系列   |                     |
| 岡山県 香川県 | テレビせとうち     | 2012年10月11日 - 12月27日      | 木曜 1:40 - 2:10（水曜深夜） | テレビ東京系列   |                     |
| 日本全域      | ビデオマーケット   | 2012年10月11日 - 12月27日      | 木曜 2:10（水曜深夜） 更新   | ネット配信       |                     |
| 日本全域      | バンダイチャンネル | 2012年10月11日 - 12月27日      | 木曜 12:00 更新              | ネット配信       | 最新話1週間無料配信 |
| 日本全域      | GYAO!              | 2012年10月11日 - 12月27日      | 木曜 12:00 更新              | ネット配信       | 最新話1週間無料配信 |
| 日本全域      | AT-X               | 2012年10月11日 - 12月27日      | 木曜 21:30 - 22:00           | アニメ専門CS放送 | リピート放送あり    |
| 日本全域      | ニコニコ生放送     | 2012年10月11日 - 12月27日      | 金曜 0:00 - 0:30（木曜深夜） | ネット配信       |                     |
| 日本全域      | ニコニコチャンネル | 2012年10月11日 - 12月27日      | 金曜 0:30（木曜深夜） 更新   | ネット配信       | 最新話1週間無料配信 |
| 日本全域      | ShowTime           | 2012年10月12日 - 12月28日      | 金曜 15:00 更新              | ネット配信       | 最新話1週間無料配信 |
| 日本全域      | あにてれしあたー   | 2012年10月25日 - 2013年1月10日 | 木曜 12:00 更新              | ネット配信       |                     |

| 放送地域         | 放送局             | 放送期間                | 放送日時                     | 系列             | 備考                |
| ---------------- | ------------------ | ----------------------- | ---------------------------- | ---------------- | ------------------- |
| 関東広域圏       | テレビ東京         | 2013年4月9日 - 7月2日   | 火曜 1:35 - 2:05（月曜深夜） | テレビ東京系列   | 製作委員会参加      |
| 大阪府           | テレビ大阪         | 2013年4月10日 - 7月3日  | 水曜 1:35 - 2:05（火曜深夜） | テレビ東京系列   |                     |
| 岡山県・香川県   | テレビせとうち     | 2013年4月11日 - 7月4日  | 木曜 1:40 - 2:10（水曜深夜） | テレビ東京系列   |                     |
| 福岡県           | TVQ九州放送        | 2013年4月12日 - 7月5日  | 金曜 2:00 - 2:30（木曜深夜） | テレビ東京系列   |                     |
| 北海道           | テレビ北海道       | 2013年4月13日 - 7月6日  | 土曜 2:00 - 2:30（金曜深夜） | テレビ東京系列   |                     |
| 愛知県           | テレビ愛知         | 2013年4月13日 - 7月6日  | 土曜 2:05 - 2:35（金曜深夜） | テレビ東京系列   |                     |
| 日本全域         | バンダイチャンネル | 2013年4月14日 - 7月7日  | 日曜 12:00 更新              | ネット配信       | 最新話1週間無料配信 |
| 日本全域         | AT-X               | 2013年4月18日 - 7月11日 | 木曜 22:00 - 22:30           | アニメ専門CS放送 | リピート放送あり    |
| 日本全域         | バンダイチャンネル | 2013年4月20日 - 7月13日 | 土曜 22:30 更新              | ネット配信       | ライブ配信          |
| 放送開始直前特番 |                    |                         |                              |                  |                     |
| 関東広域圏       | テレビ東京         | 2013年4月2日            | 火曜 1:35 - 2:05（月曜深夜） | テレビ東京系列   | 製作局              |
| 大阪府           | テレビ大阪         | 2013年4月3日            | 水曜 1:35 - 2:05（火曜深夜） | テレビ東京系列   |                     |
| 愛知県           | テレビ愛知         | 2013年4月6日            | 土曜 2:05 - 2:35（金曜深夜） | テレビ東京系列   |                     |

## 書籍情報
- ハヤテのごとく! 公式ガイドブック（2007年6月18日発売）
- ハヤテのごとく! 公式BOX（2007年11月16日発売）

## CD

### ドラマCD
第1作
- ハヤテのごとく! 熱血ドラマCD 「轟轟生徒会タンケンジャーV.S.恐怖のドンペリ怪人ユキジン」
  - 少年サンデー応募者全員サービス
  - 収録曲
    - 轟轟生徒会タンケンジャー（歌 - 遠藤正明 / 作詞 - マイクスギヤマ / 作曲 - 田中公平 / 編曲 - PE）

- 「ハヤテのごとく!」ドラマCD1/綾崎ハーマイオニーと秘密の課外授業
  - 2007年8月24日発売 GNCA-1120
  - 初回生産分特典 - “魔法少女ハーマイオニー・魔法ステッキの成れの果て”
  - 収録曲
    - もっと素顔でハーマイオニー（歌 - 桂雪路 featuring 綾崎ハヤテ starring 生天目仁美/白石涼子 / 作詞 - マイクスギヤマ / 作曲 - 田中公平 / 編曲 - 丸尾稔）
    - 愛と情熱のカルナバル（歌 - 桂ヒナギク starring 伊藤静 / 作詞 - マイクスギヤマ / 作曲 - 田中公平 / 編曲 - 根岸貴幸）

- 「ハヤテのごとく!」ドラマCD2/疾走!白皇学院バスツアーとマリアさんの独り言
  - 2008年3月7日発売 GNCA-1121
  - 初回生産分特典 - 「マウス金縛り!?」CDサイズ・シールタイプ・マウスパッド
  - 収録曲
    - 轟轟生徒会タンケンジャー（歌 - 白皇学院生徒会三人娘 starring 矢作紗友里&中尾衣里&浅野真澄 / 作詞 - マイクスギヤマ / 作曲 - 田中公平 / 編曲 - PE）
    - 夢の中でもそばにいる（歌 - マリア&綾崎ハヤテ starring 田中理恵&白石涼子 / 作詞 - マイクスギヤマ / 作曲 - 田中公平 / 編曲 - 岩崎文紀）

- 「ハヤテのごとく!」ドラマCD3/初恋
  - 2008年3月21日発売 GNCA-1122
  - 初回生産分特典 - 「金縛りを打ち破る!」CDサイズ・シールタイプ・マウスパッド2号
  - 収録曲
    - SEASONS（歌 - 鷺ノ宮伊澄&愛沢咲夜 starring 松来未祐&植田佳奈 / 作詞 - マイクスギヤマ / 作曲 - 田中公平 / 編曲 - 澤口和彦）
    - だ・か・ら!（歌 - 三千院ナギ starring 釘宮理恵 / 作詞 - くまのきよみ / 作曲 - 田中公平 / 編曲 - 松尾早人）

第2作
- 「ハヤテのごとく!」白皇学院校内放送CD1
  - 2009年2月25日発売 GNCA-1177
  - 収録曲
    - トップをねらえ! 〜Fly High〜（歌 - 三千院ナギ&マリア starring 釘宮理恵&田中理恵、作詞 - 松宮恭子、作曲 - 田中公平、カバー編曲 - 澤口和彦）

- 「ハヤテのごとく!」白皇学院校内放送CD2
  - 2009年3月25日発売 GNCA-1178
  - 収録曲
    - 二人の「ごめんね」（歌 - 桂ヒナギク&西沢歩 starring 伊藤静&高橋美佳子、作詞 - ワタナベシンイチ、作曲 - 増田俊郎、カバー編曲 - 池田森）

### 音楽CD
第1作
- 「ハヤテのごとく!」キャラクターCD

- 「ハヤテのごとく!」オリジナルサウンドトラック
  - 2007年6月22日発売 GNCA-1123
  - 初回生産分特典 - オリジナルスキミング防止カード

- 「ハヤテのごとく!」オリジナルサウンドトラック2
  - 2008年3月7日発売 GNCA-1124
  - 初回生産分特典 - オリジナルスキミング防止カード

第2作
- 「HiNA」桂ヒナギク starring 伊藤静

- 「ハヤテのごとく!」キャラクターカバーCD 〜選曲:畑健二郎〜

- 「ハヤテのごとく!!」キャラクターCD

- 「ハヤテのごとく!!」LIVE 2009 ヒナ祭り祭り!!

## Blu-ray / DVD
第1作
本発売を控えて先行レンタル版がレンタルビデオ店に流通している（第1話と放映開始前に秋葉原UDXビル内で開催されたイベント映像など）。
2007年7月より毎月1巻、全13巻で発売された。発売元:小学館、販売元:ジェネオン エンタテインメント。
| 巻数 | 発売日         | 品番                          | 収録話          |
| ---- | -------------- | ----------------------------- | --------------- |
| 01   | 2007年7月25日  | GNBA-7411                     | 第1話 - 第4話   |
| 02   | 2007年8月24日  | GNBA-7412                     | 第5話 - 第8話   |
| 03   | 2007年9月21日  | GNBA-7413 GNBA-7424（初回版） | 第9話 - 第12話  |
| 04   | 2007年10月24日 | GNBA-7414                     | 第13話 - 第16話 |
| 05   | 2007年11月21日 | GNBA-7415                     | 第17話 - 第20話 |
| 06   | 2007年12月21日 | GNBA-7416                     | 第21話 - 第24話 |
| 07   | 2008年1月25日  | GNBA-7417                     | 第25話 - 第28話 |
| 08   | 2008年2月22日  | GNBA-7418 GNBA-7425（初回版） | 第29話 - 第32話 |
| 09   | 2008年3月21日  | GNBA-7419                     | 第33話 - 第36話 |
| 10   | 2008年4月25日  | GNBA-7420                     | 第37話 - 第40話 |
| 11   | 2008年5月23日  | GNBA-7421                     | 第41話 - 第44話 |
| 12   | 2008年6月25日  | GNBA-7422                     | 第45話 - 第48話 |
| 13   | 2008年7月25日  | GNBA-7423                     | 第49話 - 第52話 |

- 大長編 執事通信（非売品）
- ハヤテのごとく! ショートアニメDVD（少年サンデー応募者全員サービス）

DVD-BOX
| 巻数                     | 発売日        | 通常版    | 収録話          |
| ------------------------ | ------------- | --------- | --------------- |
| ハヤテのごとく! DVD-SET1 | 2011年8月24日 | GNBA-7831 | 第1話 - 第20話  |
| ハヤテのごとく! DVD-SET2 | 2011年8月24日 | GNBA-7832 | 第21話 - 第36話 |
| ハヤテのごとく! DVD-SET3 | 2011年8月24日 | GNBA-7833 | 第37話 - 第52話 |
特典CD・DVD
CD
- ハヤテのごとく! Summer of 2007 プロモーションCD 〜夏の有明でもらった非売品 CDはプライスレス〜
- ハヤテのごとく! AUDIO COMMENTARY CD

DVD
- ハヤテのごとく! Winter of 2007 プロモーションDVD 〜冬の有明にてお配りする非売品DVDはTenderness〜

特典映像・特典機能
全巻共通
- 設定資料集
- 「ピー」音解除機能
- 畑律子（原作者の母）題字ギャラリー
- 各巻のDVDメニュー画面の待機時は、その巻に収められている一つの話に因んだものに関するトリビアを、各巻ごとに異なるキャラクターがループ再生で喋っている（音声オフ可能）。

以下は該当巻のみの特典
- ノンテロップ OP 第1弾/ノンテロップ ED 第1弾（01巻のみ）
- 東京国際アニメフェア'2007内イベント映像（02巻のみ）
- ノンテロップ ED 第2弾（04巻のみ）
- ノンテロップ OP 第2弾/ノンテロップ ED 第3弾（07巻のみ）
- HELPボタン（08巻のみ）
- 召喚ボタン（09巻のみ）
- ノンテロップ OP 第3弾/ノンテロップ ED 第4弾/脱出ボタン（10巻のみ）
- メガネボタン（11巻のみ）
- 呼鈴ボタン（12巻のみ）
- 最終話 ノンテロップ ED/解散ボタン（13巻のみ）

08巻以降のボタンは、押したらその巻の担当キャラクターがそれにちなんだギャグを喋るもの。
初回封入特典
全巻共通で『原作・畑健二郎描き下ろし「チラシの裏連載『ハヤテのごとく!』裏マンガ」』が付く。
01 - 07巻
- 01巻のみ、01 - 07通巻購入特典（裏マンガ収納クリアファイル）応募ハガキ
- 02巻 - 07巻は、01 - 07通巻購入特典応募券
- 03巻のみ、初回限定版に原作者・畑健二郎描き下ろしBOX（01巻 - 07巻が収納可能）付

08 - 13巻
- 08巻のみ、08 - 13通巻購入特典（非売品DVD）応募ハガキと畑健二郎描き下ろしBOX（後半6巻+非売品DVDの合計7巻収納可）付
- 09巻 - 13巻は、後半6巻購入特典応募券

本放送との変更点
- 一部の場面で「自主規制君」が解除。
- 第1話と第2話のOP・EDのスポンサーバック部分のハヤテとナギの位置が最初から4:3に修正（第1話と第2話が4:3サイズ配慮を忘れて4:3から外に位置していたため）。DVDでもこれらの提供クレジット用OP・EDロールおよびエンドカードが収録されている（通常はDVD版ではカットされる例がほとんどである）。

第2作
2009年8月よりDVDとブルーレイで毎月1巻ずつ全9巻で発売された。発売元:小学館、販売元:ジェネオン・ユニバーサル・エンターテイメント。
| 巻数 | 発売日         | DVD/Blu-ray         | 収録話          | 映像特典出演者 |
| ---- | -------------- | ------------------- | --------------- | -------------- |
| 01   | 2009年8月21日  | GNBA-7701/GNXA-7021 | 第1話・第2話    | 白石涼子&ELISA |
| 02   | 2009年9月18日  | GNBA-7702/GNXA-7022 | 第3話 - 第5話   | 伊藤静         |
| 03   | 2009年10月23日 | GNBA-7703/GNXA-7023 | 第6話 - 第8話   | 田中理恵       |
| 04   | 2009年11月26日 | GNBA-7704/GNXA-7024 | 第9話 - 第11話  | 白石涼子       |
| 05   | 2009年12月23日 | GNBA-7705/GNXA-7025 | 第12話・第13話  | 伊藤静         |
| 06   | 2010年1月22日  | GNBA-7706/GNXA-7026 | 第14話 - 第16話 | 田中理恵       |
| 07   | 2010年2月24日  | GNBA-7707/GNXA-7027 | 第17話 - 第19話 | 白石涼子       |
| 08   | 2010年3月25日  | GNBA-7708/GNXA-7028 | 第20話 - 第22話 | 伊藤静         |
| 09   | 2010年4月21日  | GNBA-7709/GNXA-7029 | 第23話 - 第25話 | 田中理恵       |

DVD-BOX
| 巻数                                 | 発売日        | 通常版    | 収録話          |
| ------------------------------------ | ------------- | --------- | --------------- |
| ハヤテのごとく!! 2nd season DVD-SET1 | 2011年9月21日 | GNBA-7834 | 第1話 - 第13話  |
| ハヤテのごとく!! 2nd season DVD-SET2 | 2011年9月21日 | GNBA-7835 | 第14話 - 第25話 |
初回封入特典
全巻共通で「描き下ろしイラストによるアウターケース"世界を旅するハヤテシリーズ"」と「描き下ろしイラストによるインナージャケット"箱入り娘シリーズ"」が付く。
以下は該当巻のみの特典
- 01巻のみ、「ハヤテのごとく!TCG」限定プロモカード

封入特典
全巻共通
- アウターケースのイラストを使用した"絵はがき"
- 原作・畑健二郎描き下ろし漫画「ハヤテのごとく! りみてっど!」

以下は該当巻のみの特典
- 全巻購入特典応募ハガキ (01巻のみ）
- 02巻 - 09巻は、全巻購入特典応募券

映像特典
- 公式ホームページ用・次回予告映像
- 設定資料集

以下は該当巻のみの特典
- ノンテロップ オープニング&エンディング（01巻のみ）
- ノンテロップ オープニング&エンディング（07巻のみ）
- ノンテロップ エンディング（09巻のみ）

第3作
| 巻数 | 発売日         | 収録話          | 規格品番  | 規格品番  | 規格品番  | 規格品番  |
| 巻数 | 発売日         | 収録話          | BD初回版  | BD通常版  | DVD初回版 | DVD通常版 |
| ---- | -------------- | --------------- | --------- | --------- | --------- | --------- |
| 1    | 2012年12月21日 | 第1話 - 第2話   | GNXA-7201 | GNXA-7211 | GNBA-7971 | GNBA-7981 |
| 2    | 2013年1月30日  | 第3話 - 第4話   | GNXA-7202 | GNXA-7212 | GNBA-7972 | GNBA-7982 |
| 3    | 2013年2月27日  | 第5話 - 第6話   | GNXA-7203 | GNXA-7213 | GNBA-7973 | GNBA-7983 |
| 4    | 2013年3月27日  | 第7話 - 第8話   | GNXA-7204 | GNXA-7214 | GNBA-7974 | GNBA-7984 |
| 5    | 2013年4月24日  | 第9話 - 第10話  | GNXA-7205 | GNXA-7215 | GNBA-7975 | GNBA-7985 |
| 6    | 2013年5月29日  | 第11話 - 第12話 | GNXA-7206 | GNXA-7216 | GNBA-7976 | GNBA-7986 |

第4作
| 巻数 | 発売日         | 収録話          | 規格品番  | 規格品番  | 規格品番  | 規格品番  |
| 巻数 | 発売日         | 収録話          | BD初回版  | BD通常版  | DVD初回版 | DVD通常版 |
| ---- | -------------- | --------------- | --------- | --------- | --------- | --------- |
| 1    | 2013年6月26日  | 第1話 - 第2話   | GNXA-7241 | GNXA-7251 | GNBA-7791 | GNBA-7801 |
| 2    | 2013年8月28日  | 第3話 - 第4話   | GNXA-7242 | GNXA-7252 | GNBA-7792 | GNBA-7802 |
| 3    | 2013年9月25日  | 第5話 - 第6話   | GNXA-7243 | GNXA-7253 | GNBA-7793 | GNBA-7803 |
| 4    | 2013年10月23日 | 第7話 - 第8話   | GNXA-7244 | GNXA-7254 | GNBA-7794 | GNBA-7804 |
| 5    | 2013年11月27日 | 第9話 - 第10話  | GNXA-7245 | GNXA-7255 | GNBA-7795 | GNBA-7805 |
| 6    | 2013年12月25日 | 第11話 - 第12話 | GNXA-7246 | GNXA-7256 | GNBA-7796 | GNBA-7806 |

## 劇場アニメ
2011年8月27日より劇場作品『劇場版 ハヤテのごとく! HEAVEN IS A PLACE ON EARTH』（げきじょうばん ハヤテのごとく ヘブン・イズ・ア・プレイス・オン・アース）が公開。同時上映は『劇場版 魔法先生ネギま! ANIME FINAL』。原作にはない原作者描き下ろしのオリジナルストーリーで、ハヤテたちが夏の田舎（モデルは福島県会津地方）で過ごす内容。漫画内時間で8月27日。キャッチコピーは「なぜだ!?の同時上映!!」「執事もお嬢様もアキバも夏の田舎もつながっている。」。
来場者特典として『魔法先生ネギま! 0巻』『ハヤテのごとく! 99巻』のどちらか1冊が先着でプレゼントされた。
2011年12月14日発売のコミック第31巻限定版には劇場公開版のDVDが同梱。2012年2月29日に発売された映像ソフト版は約10分の新作カットを加えたエクステンドバージョン「+99」となっている。
2012年12月29日にテレビ東京、テレビ愛知にて放送され、2013年1月2日にはテレビ北海道でも放送された。

### スタッフ（劇場アニメ）
| 原作・プロット原案                       | 畑健二郎                                     |
| 監督・キャラクターデザイン・3Dモデリング | 小森秀人                                     |
| 脚本                                     | 小林靖子                                     |
| 絵コンテ                                 | 小森秀人、出合小都美                         |
| 演出                                     | 出合小都美、さとう陽、小森秀人               |
| サブキャラクターデザイン                 | 坂本千代子                                   |
| プロップデザイン                         | 諏訪真弘、小林雅美                           |
| デジタルプロップデザイン                 | 松田範雄                                     |
| 総作画監督                               | 小森秀人、坂本千代子                         |
| 作画監督                                 | 坂本千代子、糸島雅彦、小森秀人               |
| 美術監督                                 | 青井孝                                       |
| 色彩設計                                 | 小針裕子                                     |
| 撮影監督                                 | 飯島亮                                       |
| 編集                                     | ジェイ・フィルム、長坂智樹                   |
| 3DCGI監督                                | 真田竹志                                     |
| 音響監督                                 | 岩浪美和                                     |
| 音楽                                     | 前口渉                                       |
| アニメーションプロデューサー             | 小林真一郎、河内山隆                         |
| プロデューサー                           | 松田章男、鈴木健幸                           |
| アニメーション制作                       | マングローブ                                 |
| 制作                                     | ジェネオン・ユニバーサル・エンターテイメント |
| 製作                                     | 劇場版ハヤテのごとく!製作委員会              |
| 配給                                     | キングレコード・ティ・ジョイ                 |

### 主題歌（劇場アニメ）
主題歌「Heaven is a Place on Earth」
作詞 - 八木沼悟志、yuki-ka / 作曲・編曲 - 八木沼悟志 / 歌 - fripSide
オープニングテーマ「僕ら、駆け行く空へ」
作詞 - KOTOKO / 作曲 - 浅野高弘 / 編曲 - 前口渉 / 歌 - 水蓮寺ルカ starring 山崎はるか
挿入歌
「Invisible Message」
作詞 - 岩里祐穂 / 作曲 - 森谷敏紀 / 編曲 - 大久保薫 / 歌 - ELISA
「Forever Star」
作詞 - MIZUE / 作曲 - 斎藤悠弥  / 編曲 - 前口渉 / 歌 - 水蓮寺ルカ starring 山崎はるか

### ノベライズ
- ハヤテのごとく! HEAVEN IS A PLACE ON EARTH（少年サンデーコミックス〔スペシャル〕）2011年8月26日刊行 ISBN 978-4-09-123280-9

著 - 加納新太 / 原作 - 畑健二郎、脚本 - 小林靖子

## OVA
OVA1
アニメ第2作放映に先駆けて、第0話（プロローグ）にあたるOVA『ハヤテのごとく!! アツがナツいぜ 水着編!』が2009年3月6日にDVDとBlu-rayで発売された。発売元：小学館、ジェネオン・ユニバーサル・エンターテインメント。販売元：ジェネオン・ユニバーサル・エンターテインメント。第1作のスタッフと比べ、監督・キャラクターデザイン、アニメーション製作など多く変更があり、キャラクターの作画にも原作・第1作と比べ相違点がいくつかある（ハヤテの髪型、目など）。
OVA2（アニサン）
サンデー連載7作品を連続OVA化するアニサン企画の一つおよび連載10周年記念として、アニメ化されていないエピソードをアニメ化。2014年6月18日発売コミックス第41巻、2014年9月発売第42巻、2014年12月発売第43巻特別版が発売。

### スタッフ（OVA）
|                           | OVA1                       | OVA2                                 |
| ------------------------- | -------------------------- | ------------------------------------ |
| 原作                      | 畑健二郎                   | 畑健二郎                             |
| 監督                      | 岩崎良明                   | ウエダヨウイチ                       |
| シリーズ構成              | 黒田洋介                   | 猪爪慎一                             |
| 脚本                      | 佐藤拓                     | 猪爪慎一                             |
| キャラクターデザイン      | 藤井昌宏                   | 工藤昌史                             |
| 総作画監督                | N/A                        | N/A                                  |
| サブキャラクター デザイン | N/A                        | 西村貴世                             |
| 美術監督                  | N/A                        | 中村典史                             |
| 色彩設計                  | 伊藤由紀子                 | 小針裕子                             |
| 撮影監督                  | N/A                        | 飯島亮                               |
| 編集                      | N/A                        | 長坂智樹                             |
| 音響監督                  | 渡辺淳                     | 亀山俊樹                             |
| 音楽                      | 中川幸太郎                 | 前口渉                               |
| 音楽制作                  | N/A                        | NBCユニバーサル ・エンターテイメント |
| アニメーション制作        | J.C.STAFF                  | マングローブ                         |
| 製作                      | 小学館集英社プロダクション | 小学館                               |

### 主題歌（OVA）
OVA1
エンディングテーマ「Steppin'」
作詞 - くまのきよみ / 作曲・編曲 - 村上正芳 / 歌 - 桂ヒナギク starring 伊藤静
OVA2
「ハヤテのごとく!」
第1話エンディング。
「本日、満開ワタシ色!」
第2話エンディング。
「CAN'T TAKE MY EYES OFF YOU」
第3話エンディング。

### 各話リスト（OVA）
| 話数     | 絵コンテ       | 演出           | 作画監督            | 収録巻 |
| -------- | -------------- | -------------- | ------------------- | ------ |
| Volume.A | 北條史也       | 北條史也       | 宍戸久美子 出野喜則 | 第41巻 |
| Volume.B | ウエダヨウイチ | 鈴木薫         | 宍戸久美子          | 第42巻 |
| Volume.C | ウエダヨウイチ | ウエダヨウイチ | 宍戸久美子          | 第43巻 |

## イベント
2009年3月1日に横浜ベイホールにて、ハヤテのごとく! LIVE 2009「ヒナ祭り祭り!!」が開催された。